# Bruno Loerzer
Bruno Loerzer kapitány (Berlin, 1891. január 22. – Hamburg, 1960. augusztus 23.) német ászpilóta volt. A Német Birodalom pilótája volt, 44 győzelmet szerzett első világháborús szolgálati ideje alatt.

## Élete

### Fiatalkora
Bruno Loerzer 1891. évének januárjában született Berlinben. Kadét volt a 112. badeni gyalogos ezredben mielőtt a Potsdami Katonai Iskolában tanult. A diploma megszerzése után visszatért a régi egységébe, ahol hadnaggyá léptették elő, 1913-ban. Már gyermekkorában is különösen érdekelte a repülés, de igazi érdeklődése itt kezdett el kibontakozni, mivel néhány repülési óra után világossá vált számára, hogy pilóta lesz.

### Loerzer, mint pilóta az első világháborúban

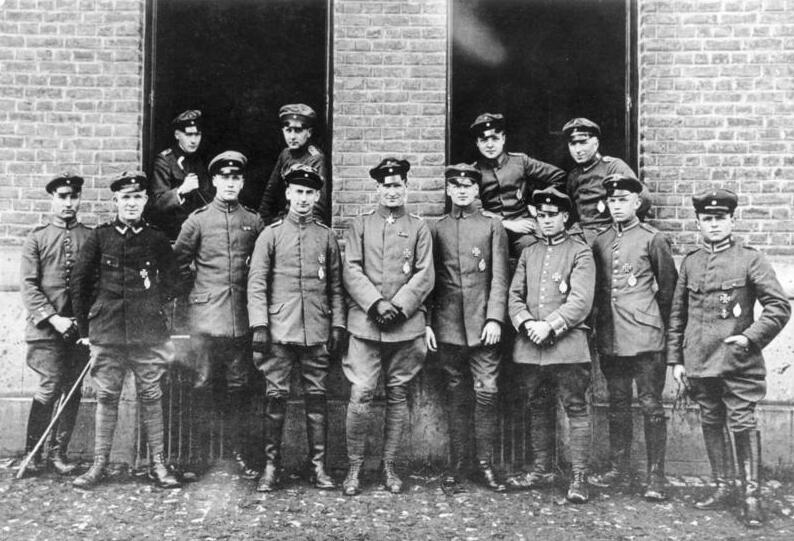
Bruno Loerzer és repülőszázada (Bruno mellett balra öccse Fritz Loerzer látható).

Még a háború kitörése előtt önként csatlakozott a német légierőhöz. 1915-ben együtt repült Hermann Göring-gel és szoros barátságot kötött vele. Majd később meglátogatta a kórházban sokat beszélgettek közös szenvedélyükről a katonai repülésről. Loerzer nemsokára kiválóan képzett pilótává vált, és tanult a német ász Oswald Boelcke-től is. 1916. március 21-én szerezte meg első győzelmét amelyet 10 nappal később már a második is követ. Röviddel első 2 győzelme után súlyosan megsérült és majdnem egy évre kiesett a harcokból.
Miután felépült visszatért régi egységébe, majd a Jasta 26-hoz csatlakozott. Itt elsősorban az angol és francia pilótákkal keveredtek heves légi harcokba. Ebben az egységben repült fivére Fritz Loerzer is aki mint repülő lelkész volt ismert. Repülőgépével sorra aratta légi győzelmeit, majd huszadik légi győzelme után megkapta Németország legmagasabb katonai kitüntetését a Pour le Mérite Érdemrendet ráadásul 1917 végére már a német Vaskereszt és a Sebesült-jelvény büszke tulajdonosa is volt. Hihetetlenül tehetségesnek tartott pilóta pedig sorban szerezte meg, újabb és újabb győzelmeit. Egyik győzelméhez még maga Paul von Hindenburg tábornok is táviratban gratulált.
A háborút végül 44 igazolt légi győzelemmel fejezte be. Az összesített sorrendben a német ászok közül a 7. legjobb, azonban a túlélők közül ő volt a 2. legeredményesebb pilóta, Ernst Udet mögött.

### Második világháborúsrészvétele
A második világháborúban ismét a repülőkhöz került, ahol igen fontos állást töltött be a Luftwaffe pilótájaként. Sokszor volt látható barátjával, Hermann Göringgel, aki egyre jobb pozíciókat szerzett Loerzer-nek, míg végül, 1943 februárjában a német légierő vezérezredesévé (Generaloberst) tette. Megbízta őt a német légierő NSDAP-pártfelügyeletével, és kinevezte a légierő személyzeti ügyeinek vezetőjévé. Ilyen kaliberű vezetői feladatok már meghaladták Loerzer képességeit. 1944 decemberében tartalékállományba helyezték, és 1945 áprilisában elbocsátották a légierő kötelékéből.
Egy fénykép alapján Loerzer 1945 elején a Führer (Adolf Hitler) berchtesgadeni főhadiszállásán volt, a bajorországi Obersalzbergen.[forrás?] A háború végén megpróbált elmenekülni, de az amerikaiak elfogták és két évet töltött fogságban.

### A háborúk után
Loerzer a második világháború, illetve börtönévei után 1947-ben szabadult, és Hamburgban telepedett le. Itt is élt 1960. augusztus 8-án bekövetkezett haláláig. Ő volt a Pour le Mérite érdemrend egyik legnagyobb kitüntetettje.